# Ilva Mare (gmina)
Ilva Mare – gmina w Rumunii, w okręgu Bistrița-Năsăud. Obejmuje miejscowości Ilva Mare i Ivăneasa. W 2011 roku liczyła 2274 mieszkańców.